# O velho Sultão
O velho Sultão (em alemão: Der alte Sultan) é uma fábula alemã compilada pelos Irmãos Grimm. É o conto número 48 (KHM 48) da coletânea. Conta a história de um cão cujo dono resolve sacrificá-lo porque ficou velho demais e não tem mais utilidade. Também em "Os músicos de Bremen" ocorre uma situação semelhante.
Enquadra-se nos Tipos 101 (o cachorro velho salvando uma criança), 103 (guerra entre animais selvagens e domésticos) e 104 (guerra entre animais da aldeia e da floresta) do Sistema Aarne-Thompson-Uther (ATU) de classificação de contos folclóricos. A história foi publicada pelos Irmãos Grimm na primeira edição de Kinder- und Hausmärchen em 1812. 

## História
O velho Sultão, um cachorro velho e sem dentes, ouve o pastor, seu dono, dizer à esposa que no dia seguinte pretende sacrificá-lo. O cão desabafa com o amigo lobo, que concebe um estratagema: finge que vai fugir com o filho do casal, e o cão finge que ataca o lobo e salva a criança. Grato, o pastor muda de ideia, e o velho Sultão passa a ter uma vida confortável, com muita comida e uma boa almofada. Agora o lobo quer se valer da gratidão do cão para surrupiar uma ovelha do pastor, e pede que Sultão não reaja. Mas Sultão, fiel ao dono, denuncia a intenção do lobo e o plano dá errado. O lobo, indignado, desafia o cachorro para uma luta, mas acaba se atrapalhando. No final, o lobo e o cão se reconciliam.